# Chelsea (Vorname)
Chelsea ist ein englischer weiblicher Vorname, der vor allem in der zweiten Hälfte des 20. Jahrhunderts in den Vereinigten Staaten von Amerika vergeben wurde. Varianten sind: Chelsay, Chelse, Chelseigh, Chelsey, Chelsi, Chelsie, Chelsy, Celsy.

## Herkunft
Der Vorname Chelsea ist von dem geografischen Namen Chelsea übertragen worden. Im englischen Sprachraum sind derartige Übertragungen nicht ungewöhnlich.

## Bekannte Namensträgerinnen
- Chelsea Blue (* 1976), US-amerikanische Pornodarstellerin und Schauspielerin
- Chelsea Charms (* 1976), US-amerikanisches Busen- und Internetmodel
- Chelsea Clinton (* 1980), US-amerikanische Präsidententochter
- Chelsea Hammond (* 1983), jamaikanische Weitspringerin
- Chelsea Handler (* 1975), US-amerikanische Komikerin und Schauspielerin
- Chelsea Hobbs (* 1985), kanadische Schauspielerin
- Chelsea Manning (* 1987), US-amerikanische Whistleblowerin
- Chelsea Marshall (* 1986), US-amerikanische Skirennläuferin
- Chelsea Noble (* 1964), US-amerikanische Schauspielerin
- Chelsea Quinn Yarbro (* 1942), US-amerikanische Schriftstellerin